# Andrew G. McCabe
 (mai 2017).
Si vous disposez d'ouvrages ou d'articles de référence ou si vous connaissez des sites web de qualité traitant du thème abordé ici, merci de compléter l'article en donnant les références utiles à sa vérifiabilité et en les liant à la section « Notes et références ».
Andrew G. McCabe, né le 18 mars 1968 à Hartford, est un haut fonctionnaire américain, directeur par intérim du Federal Bureau of Investigation (FBI) entre le 9 mai et le 2 août 2017, après le limogeage de James Comey par le président Donald Trump. Il occupait la fonction de vice-directeur depuis le 1er février 2016,

## Carrière
En 1996, McCabe commence sa carrière au sein du FBI au New York Field Office. Pendant ce temps, il faisait partie du FBI Special Weapons And Tactics Team (SWAT).
En 2003, McCabe commence à travailler en tant qu'Agent Spécial de Supervision au sein de la Eurasian Organized Crime Task Force. Plus tard, McCabe maintient sa position grandissante au sein du FBI dans la Division Anti-Terroriste du FBI, la FBI National Security Branch et le FBI's Washington Field Office.
En 2009, McCabe a servi les États-Unis en tant que premier directeur de la High-Value Detainee Interrogation Group, créée à la suite de la Directive 2310 du Department of Defense contre le Waterboarding.
En 2016, il est nommé directeur adjoint du Federal Bureau of Investigation (FBI). 
En janvier 2018 Andrew McCabe présente sa démission, à quelques semaines de l’expiration de son mandat de directeur adjoint du Federal Bureau of Investigation. The Washington Post précise qu’il avait joué un rôle majeur dans la réorganisation du mode d’interrogatoire des personnes suspectées de terrorisme.
Le 16 mars 2018, il est limogé en tant qu'employé de la police fédérale américaine, sur intervention du président Trump, deux jours avant ses 50 ans, date à laquelle il pouvait obtenir une retraite complète.